# ザ・シチズン
ザ・シチズン（The CITIZEN）は、シチズン時計が販売している腕時計の高級ブランドラインのひとつである。

## 製品
実用性能を重視し、年差クォーツ時計と機械式時計がある。

### 年差クォーツ時計
年差時計としての精度を確保するため、水晶振動子に用いる水晶はすぐには用いられず3ヶ月程度寝かされ（エイジング）、高精度のものが選別される。温度差による誤差の変動に対応するため1分間に1回温度測定を行い発振周波数の補正を行う温度補正機能が搭載されている。
年差±1秒の物はCal.0100（3針、ノンデイト仕様）を搭載し、ステンレスモデル、スーパーチタニウムモデルの2種類が用意され、それぞれ特定店限定での販売をされている。
年差±5秒の物はエコ・ドライブと電池式に区分され、エコ・ドライブはCal.A060（3針、デイト表示仕様）とCal.A010（3針、デイト表示、パワーリザーブ仕様）に区分され、
スーパーチタニウム 和紙文字板モデル、スーパーチタニウム、ステンレスの3種類が用意される。
電池式はCal.A660（3針、デイト表示仕様）を搭載しステンレスモデルのみ用意される。
日本国内において、購入後の登録を行った顧客に対して購入後10年間の自然故障に対する無償保証と電池交換時の無償点検、長期に渡る修理対応を行っている。
ただし、シチズンアウトレットで購入した製品については無償点検対象外とアナウンスされている。

### 機械式時計
クォーツ時計が普及して以来、シチズンの腕時計のラインナップから高価格帯の機械式時計が途絶えていたが、2010年の設立80周年を機に自動巻き機構付きムーブメントCal.0910を開発、同年5月28日から「ザ・シチズン オートマティック」として発売されている。
2022年5月現在、Cal.0910を搭載した「ザ・シチズン オートマティック」は販売はしていない。
クォーツ時計と同様、購入後10年間の自然故障に対する無償保証と無償点検、生涯に渡る修理対応を行うとしている。無償点検は購入後2年と8年を目処として案内するとしている。（これは「ザ・シチズン オートマティック」のみ）
2021年8月10日に新たに自社製新型機械式であるCal.0200を開発、搭載した『The CITIZEN』メカニカルモデルを発表。
同年8月26日よりレギュラーモデル2種類と限定55本の数量限定モデルを特定店限定での販売を発表した。
本モデルより「シチズン オーナーズクラブ」で登録購入後5年間の自然故障に対する無償保証を行うとしている。

## 脚註
1. ↑  シチズンの会員制サービスについて
2. ↑  グループ企業であるシチズンファインテックミヨタが普及価格帯の腕時計用機械式ムーブメントの生産を行っている。
3. ↑  Business Media 誠：マニュファクチュールによる新型機械式ムーブメントを搭載――「ザ・シチズン」オートマティック
4. ↑  「ザ・シチズン」から約30年ぶりの自社開発機械式時計2モデルを発売 | ライフ | マイコミジャーナル
5. ↑  2021年8月10日付 自社製新型機械式ムーブメントCaliber 0200を搭載した『The CITIZEN』メカニカルモデル　2021年8月26日発売
6. ↑  レギュラーモデル NC0200-90E 製品スペックに記載